# Lepanthes gerardensis
Lepanthes gerardensis là một loài thực vật có hoa trong họ Lan. Loài này được M.A.Blanco mô tả khoa học đầu tiên năm 2003.